# 萨尔瓦多总统
本条目列出了歷任薩爾瓦多總統，總計有66位。若排除代理及臨時總統和尚未就職的總統，總計有43位萨尔瓦多总统。
2025年7月31日，萨尔瓦多國会废除了总统任期限制。

## 中美洲联邦时期萨尔瓦多国家元首（1821－1841）
- 佩德罗·巴列雷：1821年9月21日－1821年11月28日
- 何塞·马蒂亚斯·德尔加多：1821年11月28日－1823年2月9日
- 比森特·菲利索拉：1823年2月10日－1823年5月7日
- 费利佩·科达略斯：1823年5月7日－1823年5月25日
- 马里亚诺·普拉多：1823年7月1日－1824年4月22日
- 胡安·曼努埃尔·罗德里格斯：1824年4月22日－1824年10月1日
- 马里亚诺·普拉多（代理）：1824年10月1日－1824年12月13日
- 胡安·比森特·比利亚科尔塔·迪亚斯：1824年12月13日－1826年11月1日
- 马里亚诺·普拉多（代理）：1826年11月1日－1829年1月30日
- 何塞·玛丽亚·科尔内霍：1829年1月30日－1830年2月16日
- 穆达米安维拉科塔：1830年2月16日－1830年12月4日
- 何塞·玛丽亚·科尔内霍：1830年12月4日－1832年4月3日
- 弗朗西斯科·莫拉赞（临时）：1832年4月3日－1832年5月13日
- 华金·德·圣马丁（代理）：1832年5月13日－1832年7月25日
- 马里亚诺·普拉多：1832年7月25日－1833年7月1日
- 华金·德·圣马丁：1833年7月1日－1834年6月23日
- 卡洛斯·萨拉查·卡斯特罗（临时）：1834年6月23日－1834年7月13日
- 何塞·格雷戈里奥·萨拉查（临时）：1834年7月13日－1834年9月30日
- 华金·埃斯科兰-巴利布雷拉：1834年9月30日－1834年10月13日
- 何塞·玛丽亚·席尔瓦（代理）：1834年10月14日－1835年4月10日
- 尼古拉斯·埃斯皮诺萨：1835年4月10日－1835年11月15日
- 弗朗西斯科·戈麦斯（代理）：1835年11月15日－1836年2月1日
- 迭戈·比吉尔·科卡尼亚：1836年2月1日－1837年5月23日
- 蒂莫泰·梅嫩德斯：1837年5月23日－1837年6月7日
- 迭戈·比吉尔·科卡尼亚：1837年6月7日－1838年1月6日
- 蒂莫泰·梅嫩德斯：1838年1月6日－1838年5月23日
- 安东尼奥·何塞·卡尼亚斯（代理）：1839年5月23日－1839年7月11日
- 弗朗西斯科·莫拉桑：1839年7月11日－1840年2月16日
- 何塞·玛丽亚·席尔瓦（代理）：1840年2月16日－1840年4月5日
- 安东尼奥·何塞·卡尼亚斯（临时）：1840年4月15日－1840年9月20日
- 诺韦托·拉米雷斯（临时）：1840年9月20日－1841年1月1日
- 胡安·林多（临时）:1841年1月1日－1841年2月22日

## 萨尔瓦多独立后总统（1841年至今）

### 拉丁美洲獨立（1841年－1931年）
| 总统                                                           | 圖像 | 就任           | 离任           | 政党       |
| -------------------------------------------------------------- | ---- | -------------- | -------------- | ---------- |
| 胡安·林多 （Juan Lindo，临时总统）                             |      | 1841年2月22日  | 1842年2月1日   | 保守党     |
| 何塞·埃斯科拉斯蒂科·马林 （José Escolástico Marín，代理）      |      | 1842年2月1日   | 1842年4月14日  | 无         |
| 胡安·何塞·古斯曼 Juan José Guzmán                              |      | 1842年4月14日  | 1844年2月1日   | 保守党     |
| 费尔明·帕拉西奥斯 （Fermín Palacios，代理）                    |      | 1844年2月1日   | 1844年2月7日   | 无         |
| 弗朗西斯科·马莱斯平 Francisco Malespín                         |      | 1844年2月7日   | 1845年2月15日  | 保守党     |
| 华金·欧弗拉西奥·古斯曼 Joaquín Eufrasio Guzmán                 |      | 1845年2月15日  | 1846年2月1日   | 无         |
| 费尔明·帕拉西奥斯 （Fermín Palacios，代理）                    |      | 1846年2月1日   | 1846年2月21日  | 无         |
| 尤金尼奥·阿吉拉 Eugenio Aguilar                                |      | 1846年2月21日  | 1848年2月1日   | 自由党     |
| 托马斯·梅迪纳 （Tomás Medina，代理）                           |      | 1848年2月1日   | 1848年2月3日   | 无         |
| 何塞·费利克斯·基罗斯 （José Félix Quirós，代理）               |      | 1848年2月3日   | 1848年2月7日   | 无         |
| 多罗特奥·瓦斯康塞洛斯 Doroteo Vasconcelos                      |      | 1848年2月7日   | 1850年2月1日   | 自由党     |
| 拉蒙·罗德里格斯 （Ramón Rodríguez，代理）                      |      | 1850年2月1日   | 1850年2月4日   | 无         |
| 多罗特奥·瓦斯康塞洛斯 Doroteo Vasconcelos                      |      | 1850年2月4日   | 1851年3月1日   | 自由党     |
| 何塞·费利克斯·基罗斯 （José Félix Quirós，代理）               |      | 1851年3月1日   | 1851年5月3日   | 无         |
| 弗朗西斯科·杜埃尼亚斯 Francisco Dueñas                         |      | 1851年5月13日  | 1852年1月30日  | 保守党     |
| 何塞·马里亚·圣马丁 （José María San Martín，代理）             |      | 1852年1月30日  | 1852年2月1日   | 保守党     |
| 弗朗西斯科·杜埃尼亚斯 Francisco Dueñas                         |      | 1852年2月1日   | 1854年2月1日   | 保守党     |
| 比森特·戈麦斯 （Vicente Gómez，代理）                          |      | 1854年2月1日   | 1854年2月15日  | 无         |
| 何塞·马里亚·圣马丁 José María San Martín                       |      | 1854年2月15日  | 1856年2月1日   | 保守党     |
| 弗朗西斯科·杜埃尼亚斯 （Francisco Dueñas，代理）               |      | 1856年2月1日   | 1856年2月16日  | 保守党     |
| 拉斐尔·坎波 Rafael Campo                                       |      | 1856年2月12日  | 1858年2月1日   | 保守党     |
| 洛伦佐·塞佩达 （Lorenzo Zepeda，代理）                         |      | 1858年2月1日   | 1858年2月7日   | 无         |
| 米格尔·桑廷·德尔卡斯蒂略 Miguel Santín del Castillo            |      | 1858年2月7日   | 1859年1月24日  | 保守党     |
| 华金·欧弗拉西奥·古斯曼 （Joaquín Eufrasio Guzmán，代理）       |      | 1859年1月24日  | 1859年2月15日  | 无         |
| 何塞·马里亚·佩拉尔塔 （José María Peralta，代理）              |      | 1859年2月15日  | 1859年3月12日  | 无         |
| 格拉尔多·巴里奥斯 Gerardo Barrios                              |      | 1859年3月12日  | 1863年10月26日 | 自由党     |
| 弗朗西斯科·杜埃尼亚斯 Francisco Dueñas                         |      | 1863年10月26日 | 1871年4月15日  | 保守党     |
| 桑蒂亚戈·冈萨雷斯 Santiago González                            |      | 1871年4月15日  | 1876年2月1日   | 自由党     |
| 安德烈斯·德尔瓦列 Andrés del Valle                             |      | 1876年2月1日   | 1876年5月1日   | 自由党     |
| 拉斐尔·萨尔迪瓦 Rafael Zaldívar                                |      | 1876年5月1日   | 1885年6月21日  | 自由党     |
| 弗朗西斯科·梅嫩德斯 Francisco Menéndez                         |      | 1885年6月21日  | 1890年6月22日  | 军人       |
| 卡洛斯·埃塞塔 Carlos Ezeta                                     |      | 1890年6月22日  | 1894年6月9日   | 军人       |
| 拉斐尔·安东尼奥·古铁雷斯 Rafael Antonio Gutiérrez              |      | 1894年6月10日  | 1898年11月13日 | 军人       |
| 托马斯·雷加拉多 Tomás Regalado                                 |      | 1898年11月14日 | 1903年3月1日   | 军人       |
| 佩德罗·何塞·埃斯卡隆 Pedro José Escalón                        |      | 1903年3月1日   | 1907年3月1日   | 军人       |
| 费尔南多·菲格罗亚 Fernando Figueroa                            |      | 1907年3月1日   | 1911年3月1日   | 军人       |
| 曼努埃尔·恩里克·阿劳霍 Manuel Enrique Araujo                   |      | 1911年3月1日   | 1913年2月8日   | 无         |
| 卡洛斯·梅伦德斯·拉米雷斯 （Carlos Meléndez，临时总统）         |      | 1913年2月9日   | 1914年8月29日  | 国家民主党 |
| 阿方索·基尼奥内斯·莫利纳 （Alfonso Quiñónez Molina，临时总统） |      | 1914年8月29日  | 1915年3月1日   | 国家民主党 |
| 卡洛斯·梅伦德斯·拉米雷斯 Carlos Meléndez Ramirez               |      | 1915年3月1日   | 1918年12月21日 | 国家民主党 |
| 阿方索·基尼奥内斯·莫利纳 （Alfonso Quiñónez Molina，代理）     |      | 1918年12月21日 | 1919年3月1日   | 国家民主党 |
| 豪尔赫·梅伦德斯 Jorge Meléndez                                 |      | 1919年3月1日   | 1923年3月1日   | 国家民主党 |
| 阿方索·基尼奥内斯·莫利纳 Alfonso Quiñónez Molina               |      | 1923年3月1日   | 1927年3月1日   | 国家民主党 |
| 皮奥·罗梅罗·博斯克 Pío Romero Bosque                           |      | 1927年3月1日   | 1931年3月1日   | 国家民主党 |
| 阿图罗·阿劳霍 Arturo Araujo                                    |      | 1931年3月1日   | 1931年12月1日  | 工党       |

### 軍政府時期（1931年－1979年）
| 总统                                                                        | 圖像 | 就任           | 离任           | 政党                |
| --------------------------------------------------------------------------- | ---- | -------------- | -------------- | ------------------- |
| 马克西米利亚诺·埃尔南德斯·马丁内斯 （Maximiliano Hernández Martínez，代理） |      | 1931年12月4日  | 1934年8月28日  | 军人/祖国党         |
| 安德烈斯·伊格纳西奥·梅嫩德斯 （Andrés Ignacio Menéndez，临时总统）          |      | 1934年8月28日  | 1935年3月1日   | 军人/祖国党         |
| 马克西米利亚诺·埃尔南德斯·马丁内斯 Maximiliano Hernández Martínez           |      | 1935年3月1日   | 1944年5月9日   | 军人/祖国党         |
| 安德烈斯·伊格纳西奥·梅嫩德斯 （Andrés Ignacio Menéndez，臨時总统）          |      | 1944年5月9日   | 1944年10月20日 | 军人/祖国党         |
| 奥斯明·阿吉雷·萨利纳斯 （Osmín Aguirre y Salinas，臨時总统）                |      | 1944年10月21日 | 1945年3月1日   | 军人                |
| 萨尔瓦多·卡斯塔内达·卡斯特罗 Salvador Castaneda Castro                      |      | 1945年3月1日   | 1948年12月14日 | 军人/统一社会民主党 |
| 革命政府委员会 Revolutionary Council of Government                          |      | 1948年12月15日 | 1950年9月14日  | 革命政府委员会      |
| 奥斯卡·奥索里奥 Óscar Osorio                                                |      | 1950年9月14日  | 1956年9月14日  | 军人/民主统一革命党 |
| 何塞·马里亚·莱穆斯 José María Lemus                                         |      | 1956年9月14日  | 1960年10月26日 | 军人/民主统一革命党 |
| 军政府 Junta of Government                                                  |      | 1960年10月26日 | 1961年1月25日  | 军政府              |
| 公民军事执政委员会 Civic-Military Directory                                 |      | 1961年1月25日  | 1962年1月25日  | 公民军事执政        |
| 尤塞维奥·鲁道夫·科尔东·塞拉 （Eusebio Rodolfo Cordón Cea，臨時总统）        |      | 1962年1月25日  | 1962年7月1日   | 无                  |
| 胡利奥·阿达尔韦托·里韦拉 Julio Adalberto Rivera                             |      | 1962年7月1日   | 1967年7月1日   | 军人/国家调解党     |
| 菲德爾·桑切斯·埃南德斯 Fidel Sánchez Hernández                              |      | 1967年7月1日   | 1972年7月1日   | 军人/国家调解党     |
| 阿图罗·阿曼多·莫利纳 Arturo Armando Molina                                  |      | 1972年7月1日   | 1977年7月1日   | 军人/国家调解党     |
| 卡洛斯·温贝托·罗梅罗 Carlos Humberto Romero                                 |      | 197年7月1日    | 1979年10月15日 | 军人/国家调解党     |

### 內戰時期（1979年－1994年）
| 总统                                               | 圖像 | 就任           | 离任         | 政党             |
| -------------------------------------------------- | ---- | -------------- | ------------ | ---------------- |
| 革命执政委员会                                     |      | 1979年10月15日 | 1982年5月2日 | 革命军政府       |
| 阿尔瓦罗·马加尼亚 Álvaro Magaña                    |      | 1982年5月2日   | 1984年6月1日 | 民族主义共和联盟 |
| 何塞·纳波莱昂·杜阿尔特 José Napoleón Duarte        |      | 1984年6月1日   | 1989年6月1日 | 基督教民主党     |
| 阿尔弗雷多·克里斯蒂亚尼·布尔卡德 Alfredo Cristiani |      | 1989年6月1日   | 1994年6月1日 | 民族主义共和联盟 |

### 後內戰時期（1994年至今）
| 总统                                        | 圖像 | 就任         | 离任          | 政党                      |
| ------------------------------------------- | ---- | ------------ | ------------- | ------------------------- |
| 阿曼多·卡尔德龙·索尔 Armando Calderón Sol   |      | 1994年6月1日 | 1999年5月31日 | 民族主义共和联盟          |
| 弗朗西斯科·弗洛雷斯 Francisco Flores Pérez  |      | 1999年6月1日 | 2004年5月31日 | 民族主义共和联盟          |
| 埃利亚斯·安东尼奥·萨卡 Antonio Saca         |      | 2004年6月1日 | 2009年5月31日 | 民族主义共和联盟          |
| 毛里西奧·富內斯 Mauricio Funes              |      | 2009年6月1日 | 2014年5月31日 | 法拉本多·马蒂民族解放阵线 |
| 薩爾瓦多·桑切斯·塞倫 Salvador Sánchez Cerén |      | 2014年6月1日 | 2019年5月31日 | 法拉本多·马蒂民族解放阵线 |
| Nayib Bukele                                |      | 2019年6月1日 | 现任          | 國家團結聯盟陣線          |